# Versenkung der HMS Prince of Wales und HMS Repulse
Operation Krohcol – Prince of Wales und Repulse – Jitra – Gurun – Kampar – Slim River – Gemas – Muar – Endau
1941

Thailand – Malaiische Halbinsel – Pearl Harbor – Hongkong – Philippinen – Guam – Wake – Force Z – Borneo
1942

Burma – Rabaul – Singapur – Sumatra – Timor – Australien – Java – Salamaua–Lae – Bougainville/Buka – Shortland-Inseln – Indischer Ozean – Port Moresby – Tulagi – Korallenmeer – Midway – Nordamerika – Buna-Gona – Kokoda-Track – Nauru/Ocean Island
1941

Versenkung der Force Z 
1942

C –
Ironclad 
1944

Diplomat –
Cockpit –
Transom –
Councillor –
Pedal –
Crimson –
Banquet –
Light –
Millet –
Outflank –

ab 22. Nov. als British Pacific Fleet Robson 
1945

Lentil –
Meridian –
Suffice –
Stacey –
Transport –
Onboard –
Penzance –
Passbook –
Sunfish –
Bishop –
Dukedom –
Mitre –
Irregular –
Balsam –
Bedlam Green –
Collie –
Livery –
Jurist –
Tiderace
Die Versenkung der HMS Prince of Wales und HMS Repulse ereignete sich am 10. Dezember 1941 vor der Küste Malayas, als Kaiserlich Japanische Marineluftstreitkräfte die beiden Schiffe angriffen und versenkten. Das Schlachtschiff Prince of Wales und der Schlachtkreuzer Repulse waren Bestandteil der Force Z unter der Führung von Admiral Sir Tom Phillips, deren Aufgabe es war, japanische Seestreitkräfte daran zu hindern, eine Landung auf britischem Kolonialgebiet in Südostasien durchzuführen bzw. für die Invasion Malayas bestimmte japanische Geleitzüge abzufangen.
Besondere Bedeutung erlangte die Versenkung der beiden Großkampfschiffe, da es ein deutliches Zeichen für den sich 1941 bereits abzeichnenden strategischen Bedeutungsverlust von Großkampfschiffen gegenüber land- und seegestützten Luftstreitkräften war.

## Vorgeschichte

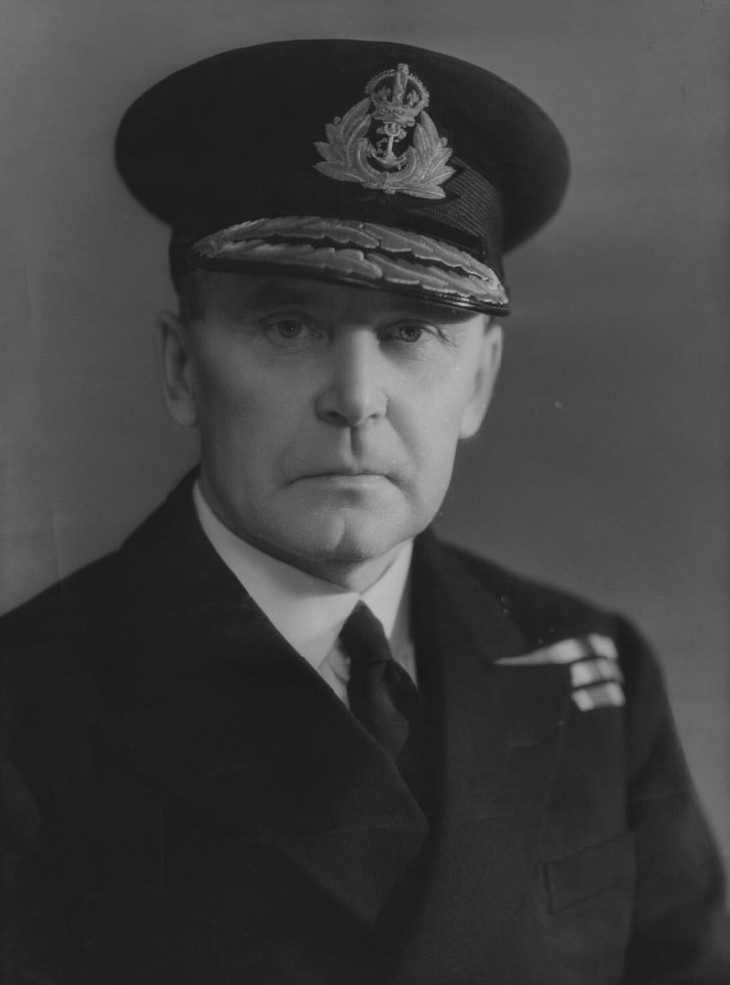
Sir Tom Phillips, Befehlshaber der Force Z

Durch die zunehmende Kriegsgefahr im Pazifikraum sah es Premierminister Winston Churchill als unabdingbar an, ein Eingreifgeschwader in den britischen Kolonialgebieten in Asien zu stationieren. Diesen Entschluss setzte er am 20. Oktober 1941 in einer Kabinettssitzung trotz vieler Gegenstimmen durch. Den Grundstein für dieses Geschwader sollte die Force Z, bestehend aus zwei Schlachtschiffen und vier Zerstörern, bilden. Weitere Schiffe waren zur Vergrößerung der Flotte für 1942 vorgesehen, so auch der neue Flugzeugträger Indomitable.
Der nur begrenzt modernisierte Schlachtkreuzer Repulse lag zu der Zeit im Hafen Durban in Südafrika und bekam den Einsatzbefehl zum Auslaufen nach Singapur, da ein weiteres Schlachtschiff neben der modernen Prince of Wales nicht entbehrlich schien. Er traf am 2. Dezember dort auf die anderen Schiffe. Admiral Sir Tom Phillips übernahm an diesem Tag das Kommando über die Flotte, und die Prince of Wales wurde zu seinem Flaggschiff.
|                 | Force Z                              |         |
| --------------- | ------------------------------------ | ------- |
| Schlachtschiff  | Prince of Wales                      | Revenge |
| Schlachtkreuzer | Repulse                              |         |
| Zerstörer       | Electra, Express, Encounter, Jupiter | Vampire |

Das Eintreffen der Schiffe blieb allerdings auch den Japanern nicht verborgen, die den Kurs mitverfolgt hatten. Als Folge der britischen Aufrüstung ließ der japanische Flotten-Oberbefehlshaber Admiral Isoroku Yamamoto insgesamt 36 Betty-Bomber nach Indochina verlegen, um dort seinerseits eine schlagkräftige Luftflotte aufzubauen.
In Anbetracht der Lage begab sich Admiral Phillips kurz darauf per Flugzeug nach Manila auf die Philippinen, um dort mit dem US-amerikanischen General Douglas MacArthur und Admiral Thomas C. Hart das weitere Vorgehen zu besprechen. Währenddessen sichtete ein Aufklärungsflugzeug der Royal Air Force eine japanische Flotte mit Kurs Südwest in Richtung des Isthmus von Kra. Die Nachricht wurde sofort nach Manila weitergegeben. Daraufhin unterbrach Phillips die Unterredungen und begab sich zurück nach Singapur, wo er sogleich an Bord seines Flaggschiffs ging.
Am 8. Dezember 1941 gegen 17:35 Uhr lief die Force Z, bestehend aus der Prince of Wales, der Repulse, sowie den Zerstörern Electra, Express, Vampire und Tenedos, in Richtung des Golfs von Siam aus, um die gemeldeten japanischen Truppenkonvois im Südchinesischen Meer abzufangen. Mehrere Kreuzer und Zerstörer, die ebenfalls in Singapur lagen, blieben zurück, weil sie entweder zu langsam waren oder gerade repariert wurden. Phillips ging davon aus, dass die japanischen Flugzeuge nicht so weit von ihren Flughäfen entfernt würden operieren können. Außerdem war bis zu diesem Zeitpunkt noch kein Schiff, das größer als ein Schwerer Kreuzer war, auf offener See von Flugzeugen versenkt worden. Einen Plan, sechs britische Flugzeuge während des Tages als Luftschutz über Force Z fliegen zu lassen, lehnte er ab. Die RAAF-Staffel Nr. 453, die Force Z Luftschutz gewähren sollte, wurde nicht über die Position der Schiffe informiert. Obwohl Phillips wusste, dass er in der Nacht zuvor und auch im Morgengrauen dieses Tages beschattet worden war, forderte er keine Luftunterstützung an. Als die Schiffe angegriffen wurden, rief er trotzdem nicht sofort nach Luftunterstützung. Erst eine Stunde nach Beginn des japanischen Angriffs forderte der Kommandant der Repulse per Funk Luftschutz an. Die der Force Z zugewiesene Luftunterstützung, zehn Brewster F2A-Jäger der RAAF-Staffel Nr. 453, trafen erst um 13:18 Uhr über dem Kampfgebiet ein, als die Prince of Wales bereits sank.

## Die Zerstörung der Force Z
Am Nachmittag des 9. Dezember wurde der Verband zunächst vom japanischen U-Boot I-65 und später von Bordflugzeugen der Kreuzer, die die Konvois deckten, östlich der Anambas-Inseln gesichtet und längere Zeit beschattet, ohne dass dies von den Briten bemerkt wurde.
Die Meldung von I-65 erreichte die 22. Luftflottille in der Nähe von Saigon in Indochina gegen 16:00 Uhr. Einige Flugzeuge starteten dann zu einem Nachtangriff, aber die britischen Schiffe wurden nicht gefunden und alle Flugzeuge kehrten gegen Mitternacht zu ihrer Basis zurück.
Am Abend wurde dann der Zerstörer Tenedos wegen Treibstoffmangels nach Singapur entlassen. Die restlichen Schiffe behielten ihren Kurs zunächst bei, bis sie gegen 20:55 Uhr in Höhe von Kota Bharu ebenfalls Richtung Singapur abdrehten, da sie den japanischen Verband nicht finden konnten. Die kurz darauf eingetroffenen Aufklärungsflugzeuge der Japaner fanden nun keine Schiffe mehr vor.
Um etwa 1:00 Uhr erhielt Phillips die Nachricht, dass die japanische Armee bei Kuantan gelandet sei, was sich jedoch später als Irrtum herausstellte. Daraufhin steuerte die Force Z wieder nach Norden in Richtung der malaiischen Halbinsel. Phillips informierte aber den Stützpunkt in Singapur nicht über seine Kursänderung, sondern hielt Funkstille.
Am 10. Dezember kurz nach Mitternacht entdeckte das japanische U-Boot I-58 die Prince of Wales und fuhr eine erfolglose Attacke. Um 8:00 Uhr am Morgen erreichte die Force Z Kuantan. Phillips musste aber feststellen, dass keine japanischen Landungsoperationen erfolgt waren. Deshalb beschloss er, die Küste entlang wieder nach Süden zurück nach Singapur zu laufen.
Kurz nach 10:00 Uhr gingen Berichte über japanische Flugzeuge vom Zerstörer Tenedos ein, der dann 260 Kilometer südöstlich bombardiert wurde. Gegen 10:20 Uhr wurde von der Prince of Wales ein Aufklärungsflugzeug gesichtet und der erste Bereitschaftsgrad ausgelöst. Bald darauf wurde ein japanisches Flugzeug vom Radar der Repulse erfasst.

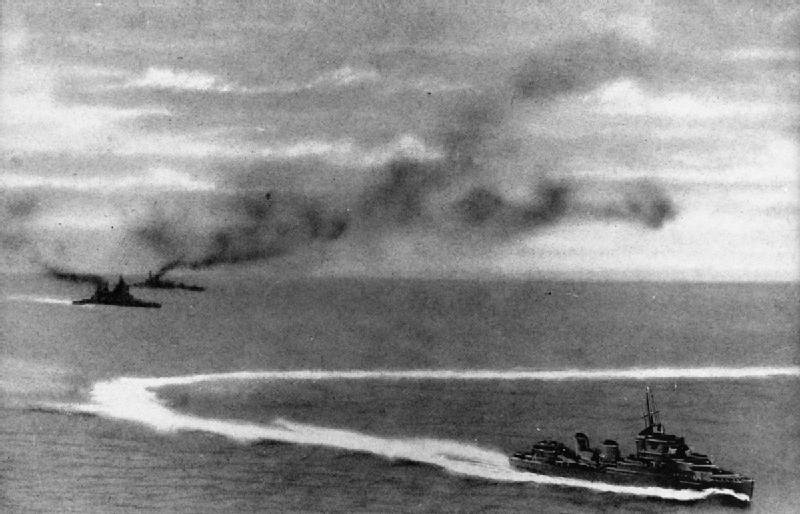
Hinten links die brennenden Prince of Wales und Repulse; im Vordergrund ein Zerstörer, fotografiert aus einem japanischen Flugzeug

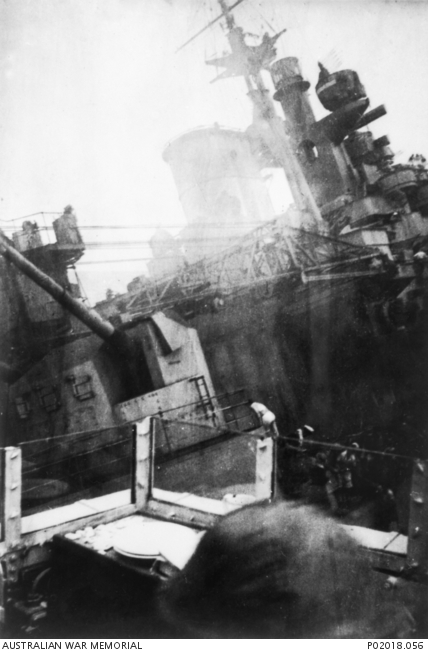
Aufnahme von Bord der Prince of Wales kurz vor dem Sinken

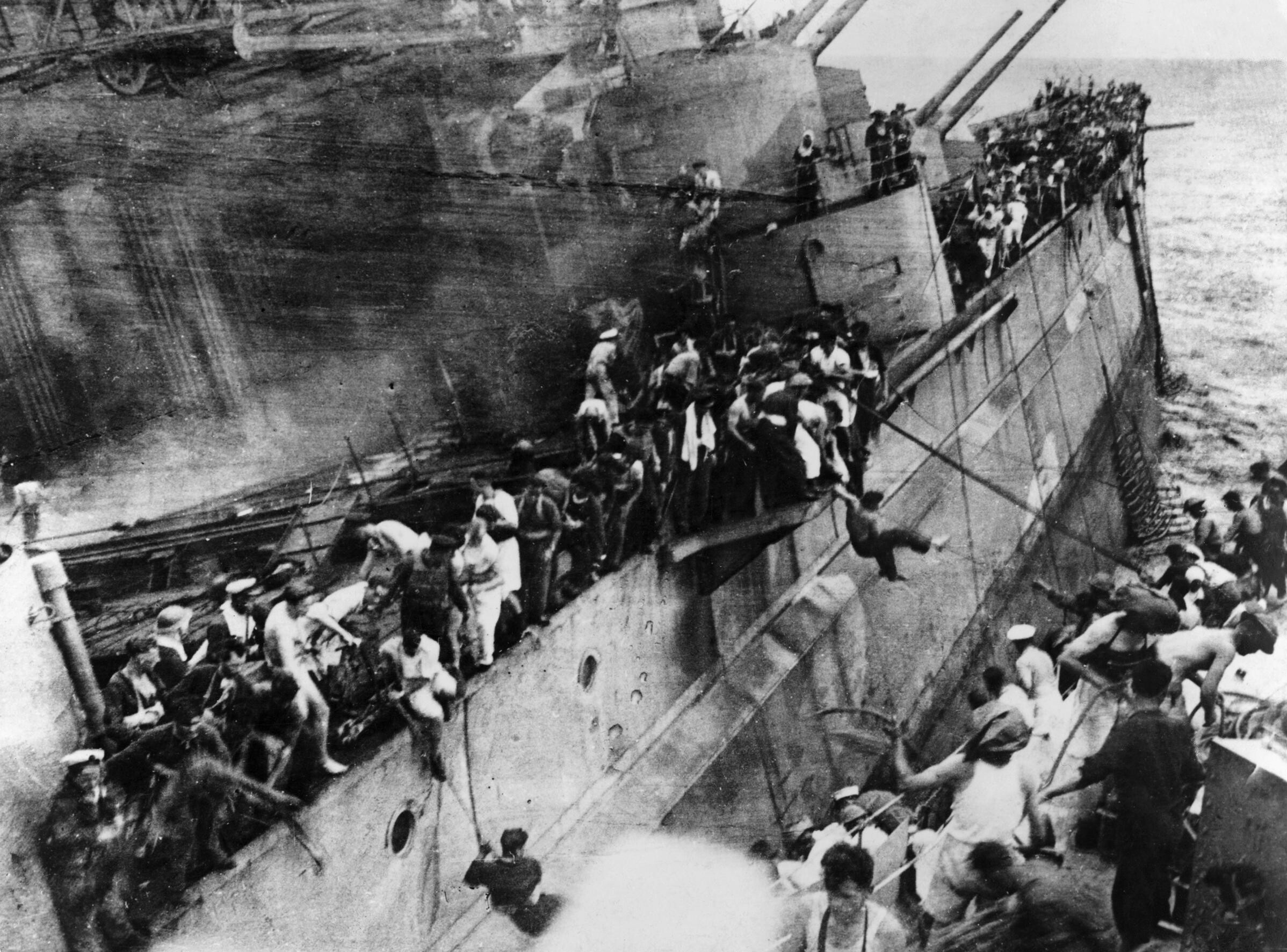
Besatzungsmitglieder der Prince of Wales besteigen die Rettungsboote

Um etwa 11:00 Uhr erfassten zehn Flugzeuge des japanischen 22. Marine-Fliegergeschwaders die Force Z und flogen eine erste Angriffswelle, weitere 27 Bomber und 61 mit Torpedos bewaffnete Flugzeuge folgten kurze Zeit später. Die Schiffe wehrten sich mit heftigem Flakfeuer und bemühten sich auszuweichen, jedoch mit geringem Erfolg, dies auch aufgrund taktischer Fehler von Admiral Phillips.
Admiral Phillips’ Flaggschiff Prince of Wales war im Zentrum der Formation das erste Ziel des Luftangriffs und wurde schon nach kurzer Zeit trotz ihrer Bemühungen auszuweichen sowie pausenlosem Flakfeuer von Torpedos schwer getroffen. Ein japanischer Torpedo traf zwar die gutgeschützte Backbordwand und verursachte geringen Schaden, ein weiterer traf jedoch offenbar den Lagerblock, an dem die mit voller Drehzahl laufende Welle der äußeren Backbordschraube die Bordwand verließ. Infolge dieses Treffers in die Wellenhose der Backbordaußenwelle entstanden bis zum Stoppen der Welle erhebliche Vibrationen, die zahlreiche Schäden an Installationen und den Abdichtungen der wasserdichten Abteilungen im Schiffsinneren verursachten. Die mit hoher Drehzahl laufende Welle wurde aus ihren Lagern gerissen, was zu starken Zerstörungen im Schiffsinneren führte. Durch den Wellentunnel der getroffenen Welle drangen schnell Tausende Tonnen Wasser in den zugehörigen Maschinenraum und aufgrund der beschädigten Schotten auch in mehrere benachbarte Generatorenräume ein. Dadurch und aufgrund einer konstruktiven Schwäche im Bordnetz fiel die Stromversorgung der gesamten achteren Hälfte des Schiffes aus. Dies erschwerte die Lecksicherung, und aufgrund des Ausfalls der elektrischen Lüfter mussten nach kurzer Zeit weitere Maschinenräume verlassen werden, da sich kein Personal mehr dort aufhalten konnte. Durch den Stromausfall fiel an Deck auch die Hälfte der Flak aus, die auf der achteren Schiffshälfte stationiert war. Das Schiff nahm durch die großflächigen Überflutungen im Inneren starke Schlagseite nach Backbord ein, was das Drehen der Flak-Türme selbst von Hand nochmals erheblich erschwerte. Das Führungsschiff des gesamten Verbandes war durch diese Kettenreaktion nach einem einzigen Treffer weitgehend gefechtsunfähig geworden.
Die bei weitem leichter gepanzerte Repulse konnte sich zu Beginn noch aus dem Gefecht heraushalten und wurde in der ersten Gefechtsphase lediglich durch eine Bombe getroffen, die das Panzerdeck nicht durchschlug und zudem nur geringen Schaden anrichtete. Der Repulse gelang es auch, insgesamt 14 Torpedos auszuweichen.
Nach einer kurzen Gefechtspause erfolgte ein weiterer Angriff, bei dem die noch kämpfende Repulse nunmehr von insgesamt vier oder fünf Torpedos getroffen wurde. Der nur leicht geschützte Schlachtkreuzer war danach nicht mehr schwimmfähig und kenterte innerhalb von fünf Minuten. Die manövrierunfähige Prince of Wales erhielt kurz danach ebenfalls mehrere Bomben- und Torpedotreffer, und durch weiteren Wassereinbruch und den Ausfall der Stromversorgung war sie den folgenden Angriffen praktisch hilflos ausgeliefert, bis das Schiff ebenfalls nicht mehr zu halten war.
Nach insgesamt sieben japanischen Angriffswellen sank die Repulse um 12:33 Uhr und riss 513 Männer mit in die Tiefe. 45 Minuten später folgte das Flaggschiff Prince of Wales. 327 Besatzungsmitglieder gingen mit dem Schiff unter, darunter auch Admiral Phillips und der Kommandant Captain John Leach. Die vergleichsweise hohen Verluste der Repulse begründen sich in der Tatsache, dass sie unmittelbar vor ihrem Untergang noch voll einsatzfähig war und kämpfte, während die Prince of Wales viel Zeit hatte, das Schiff zu evakuieren. Die Prince of Wales hatte den größten Teil an Opfern schon vor dem Sinken durch einen zufälligen Bombentreffer in den „Kinosaal“ zu beklagen, bei dem hunderte dort versorgte Verwundete und zur Erholung wartendes Maschinenpersonal starben. 90 Offiziere und 1195 Seeleute der Prince of Wales wurden durch die Begleitzerstörer gerettet und nach Singapur gebracht. Dabei erlitt der Zerstörer Express leichte Schäden, als er neben der sinkenden Prince of Wales Überlebende aufnahm. Von der Repulse konnten 42 Offiziere und 754 Seeleute gerettet werden. Als die Zerstörer nach Singapur zurückkehrten, trafen sie auf die nach Norden fahrende britische Stronghold und die amerikanischen Zerstörer Alden, Edsall, John D. Edwards und Whipple, die von Singapur aus beauftragt worden waren, die britischen Schiffe zu unterstützen. Die amerikanischen Zerstörer suchten das Gebiet des Untergangs weiträumig ab, konnten aber keine Überlebenden mehr finden. Die Walrus der Repulse trieb ohne Treibstoff im Wasser. Ihre dreiköpfige Besatzung blieb unverletzt. Das Flugboot wurde vom Zerstörer Stronghold nach Singapur geschleppt.
Die britischen Streitkräfte in Südostasien waren dadurch stark geschwächt; weitere Unterstützung konnte nicht entsandt werden, da alle Kräfte in Afrika und Europa gebunden waren. In der Folgezeit fiel Singapur an die Japaner, und am 26. Dezember kapitulierten die letzten britischen Einheiten in Hongkong.

## Die Bedeutung für die seestrategische Lage
Die Versenkung der beiden einzigen Großkampfschiffe, die die Alliierten im Indischen und im südlichen Pazifischen Ozean hatten, war ein herber Schlag für die Briten und erschütterte den Glauben an einen Sieg der Alliierten sehr.

Die Schiffe waren in den Pazifik entsandt worden, damit von ihnen 

„[...] jene unbestimmte Drohung ausgehe, die schwerstbewaffnete Großkampfschiffe mit unbekannter Position auf gegnerische Flottenpläne ausüben.“

Noch am späten Abend des 9. Dezember hatte in London das Kriegskabinett über den weiteren Einsatz der beiden Schiffe beraten. Churchill hatte vorgeschlagen, dass sie sich als große völkerverbindende Geste den Resten der zwei Tage zuvor in Pearl Harbor auf Hawaii schwer angeschlagenen US-amerikanischen Pazifikflotte anschließen sollten. Er schrieb später in seiner Geschichte des Zweiten Weltkriegs: 

„Während des gesamten Krieges traf mich kein Schlag unerwarteter, [… erst später] erfasste ich die ungeheure Tragweite dieser Nachricht. […] Japan herrschte unbeschränkt über die ungeheuren Weiten dieser Ozeane; wir waren, wo man hinsah, nackt und bloß.“

Es war das erste Mal, dass Schlachtschiffe auf offener See durch Flugzeuge versenkt wurden. Besonders der Verlust der modernen HMS Prince of Wales war ein großer Schock, da der katastrophale Zufallstreffer zu Beginn des Gefechtes und seine Folgen erst durch Untersuchungen des Wracks nach dem Krieg bekannt wurden. Mit diesem Ereignis ging die Zeit der unbesiegbaren Schlachtschiffe zu Ende, und der Aufstieg der Flugzeugträger als dominierendes Element einer Flotte begann.

US-General Douglas MacArthur schrieb später in seinen Erinnerungen: 

„Sir Tom ging mit der Prince of Wales unter und mit ihm eine ganze Ära. Niemals wieder wurden große Schiffe ohne Luftunterstützung in feindliche Gewässer geschickt; Billy Mitchell hatte recht.“

(General William „Billy“ Mitchell war 1926 von einem Militärgericht verurteilt und degradiert worden, weil er seine Vorgesetzten wegen ihres Widerstandes gegen den Ausbau der US-Luftwaffe öffentlich kritisiert hatte.)

## Galerie

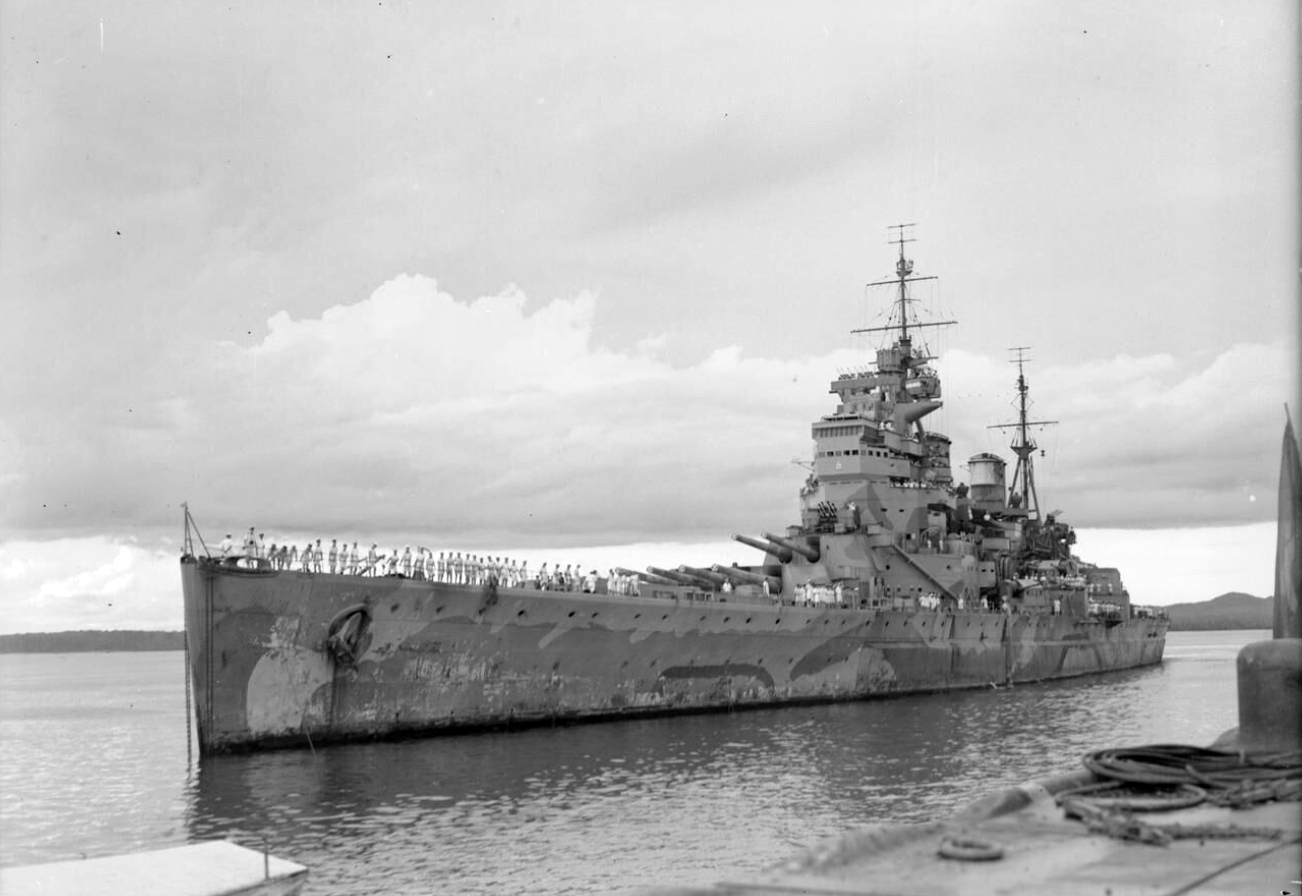
HMS Prince of Wales im Hafen von Singapur
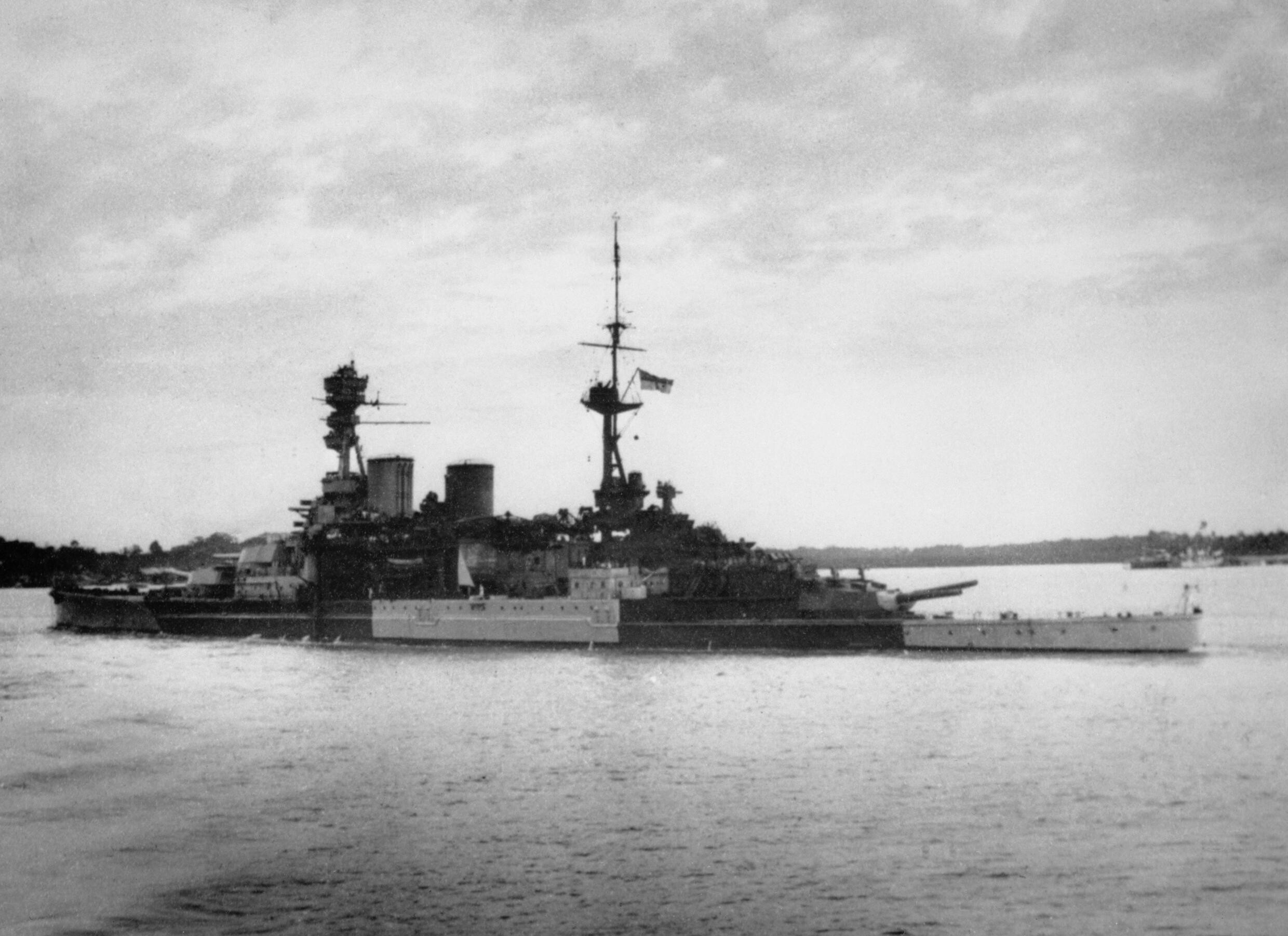
HMS Repulse verlässt Singapur
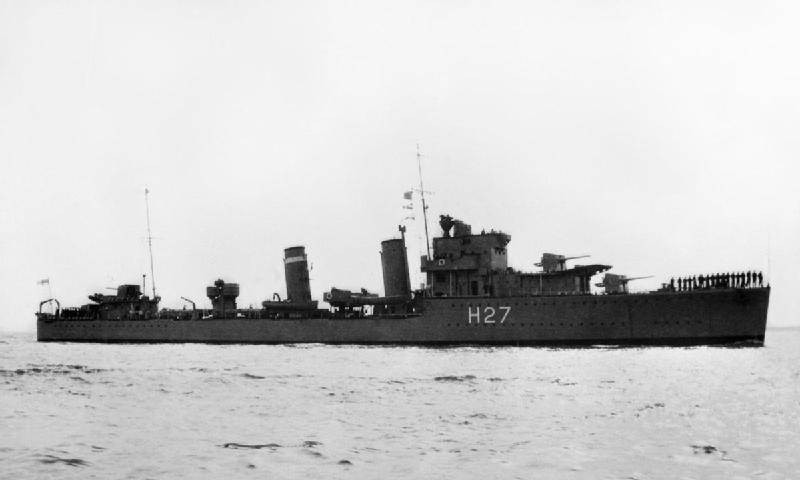
HMS Electra
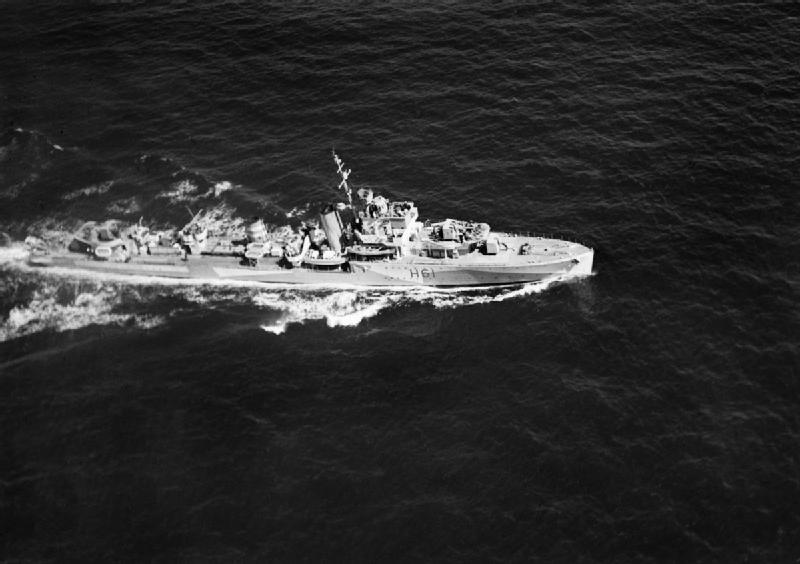
HMS Express
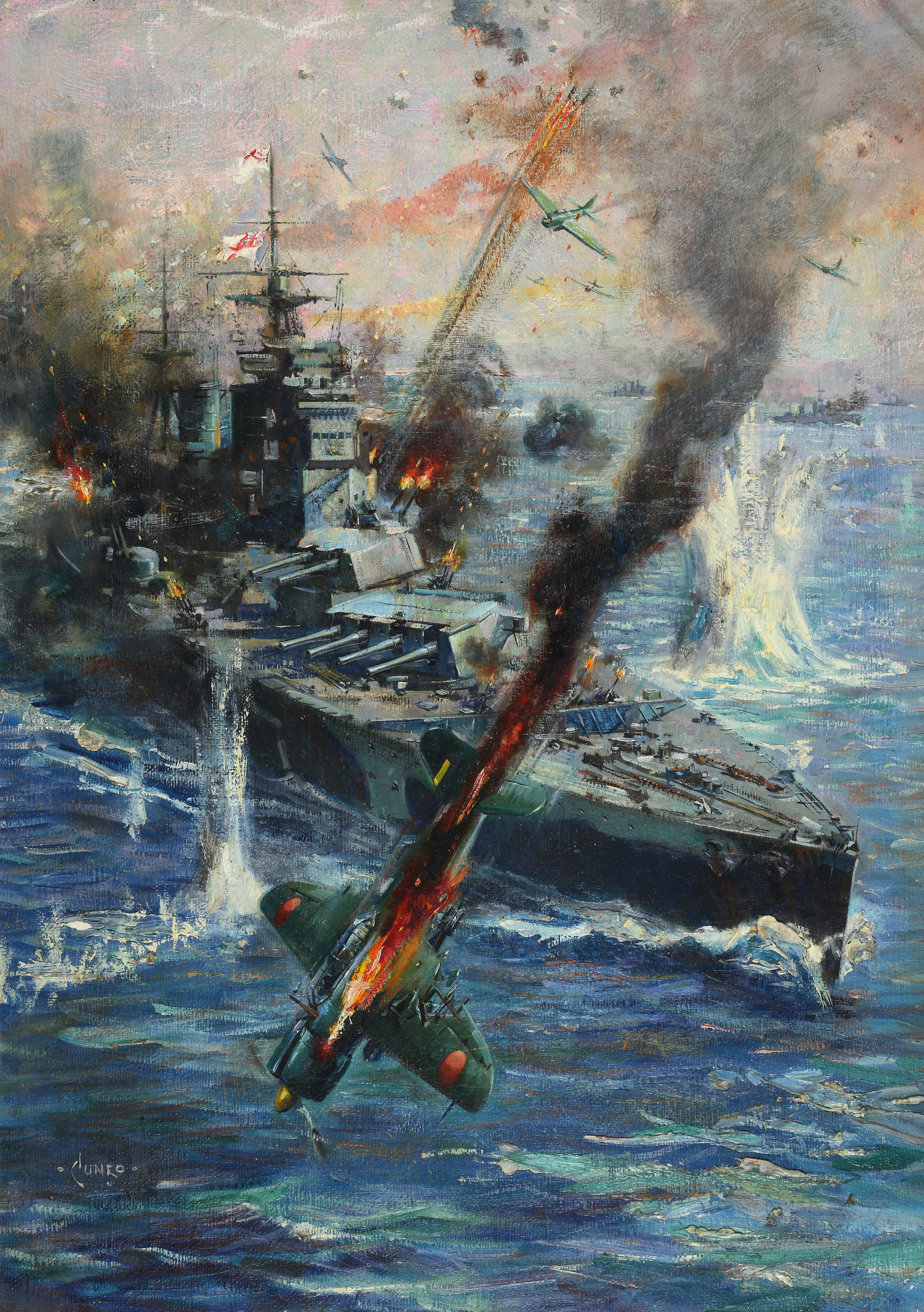
Gemaltes Bild vom Angriff auf die HMS Prince of Wales